# 小松市立松東中学校
小松市立松東中学校（こまつしりつ しょうとうちゅうがっこう）は、石川県小松市にあった公立中学校。平成17年度より小松市の広域通学モデル校の指定を受け、校区外からも多くの生徒が通学。

## 沿革
- 1966年（昭和41年）. 4月 - 小松市立西尾中・金野中、大杉中および瀬谷中を統合し、「小松市立松東中学校」と称す。 [3]各教場に分散して授業。
- 1967年（昭和42年）6月30日 - 本館落成
- 1968年（昭和43年）3月30日 - 寄宿舎落成
- 1969年（昭和44年）5月23日 - 体育館落成
- 1970年（昭和46年）7月19日 - プール完成
- 1988年（昭和63年）7月8日 - 寄宿舎「睦習館」落成
- 2001年（平成13年）10月 - コンピュータ教室コンピュータ入替
- 2009年（平成21年）2月28日 - 新体育館落成
- 2010年（平成22年）2月 - コンピュータ教室コンピュータ入替

## 部活動

### 運動部
- 陸上部
- 野球部（男子）
- テニス部（男子）
- バレー部（女子）

### 文化部
- 吹奏楽部

## 進学前小学校
- 金野小学校[4]
- 西尾小学校
- 波佐谷小学校
  - 本校と上述の3小学校が統合して、小松市立松東みどり学園が開校した。

## 交通アクセス
- 北陸本線 小松駅、 粟津駅下車